# Liste der Kulturgüter in Bioley-Magnoux
Die Liste der Kulturgüter in Bioley-Magnoux enthält alle Objekte in der Gemeinde Bioley-Magnoux im Kanton Waadt, die gemäss der Haager Konvention zum Schutz von Kulturgut bei bewaffneten Konflikten, dem Bundesgesetz vom 20. Juni 2014 über den Schutz der Kulturgüter bei bewaffneten Konflikten sowie der Verordnung vom 29. Oktober 2014 über den Schutz der Kulturgüter bei bewaffneten Konflikten unter Schutz stehen.
Objekte der Kategorie A sind im Gemeindegebiet nicht ausgewiesen, Objekte der Kategorie B sind vollständig in der Liste enthalten, Objekte der Kategorie C fehlen zurzeit (Stand: 13. Oktober 2021).

## Kulturgüter
| Foto |                                                   | Objekt                                                                                 | Kat. | Typ | Standort                     | Beschreibung |
| ---- | ------------------------------------------------- | -------------------------------------------------------------------------------------- | ---- | --- | ---------------------------- | ------------ |
| ja   | Datei hochladen · Wikidata zu Schloss (Q29890557) | Schloss Bioley-Magnoux und Scheune / Château de Bioley-Magnoux et grange KGS-Nr.: 5954 | B    | G   | Au Château 7 544191 / 175065 |              |